# Жанна де Монфор
Жанна де Монфор (фр. Jeanne de Montfort), також відома як Жанна Бретонська (фр. Jeanne de Bretagne; 1341, Бретань — 8 листопада 1402, Бакінгемшир, Англія) — дочка Жана, графа де Монфор-л'Аморі, та Жанни де Дамп'єр; сестра герцога Бретанського Жана (IV) V.

## Титули
- Баронеса Драйтон (консорт, з 1380)
- Констебль замку Річмонд (з 1398)

## Біографія

### Дитинство
Народилася в 1341 році у Бретані. Скоріше всього, це відбулося у фортеці Еннебон (англ. Hennebont), тому що з 1341 року резиденція «герцога» Монфора перебувала саме там. Її батьками були Жанна де Дамп'єр, дочка графа Неверського Людовика I Фландрського, і Жан де Монфор, що проголосив себе під час війни за Бретонський спадок герцогом Бретанським.
Про раннє дитинство Жанни практично нічого невідомо, лише те, що у 1343 році герцогиня Жанна «Полум'яна» разом з дітьми — Жаном і Жанною — вирушила до Англії просити допомоги в короля Едуарда III. Чоловік Жанни Фландрської перед цим потрапив до французького полону і перебував у Луврській в'язниці (з 1341 року). Становище самопроголошеної герцогині було хибким, тож вона була змушена звернутися до Едуарда III. При дворі англійського короля за незрозумілих обставин її ув'язнили до Тикхілльської фортеці й визнали божевільною. Таким чином, її діти — Жан і Жанна — залишилися в Англії без батьків, і Едуард, виявивши тим підтримку своєму васалові Жану де Монфор, прийняв дітей до своєї родини, назвавши себе особисто опікуном сиріт. Той факт, що принцеса Мері, дочка Едуарда й наречена її брата, Жана, познайомилася з Жанною де Монфор тільки у 1348 році, говорить про те, що, ймовірно, у ранньому дитинстві діти герцога Бретонського виховувалися іншими вихователями, ніж англійські принци та принцеси.
Жанна прожила довге за середньовічними мірками й загадкове життя. Дуже дивним видається той факт, що, будучи такою принадною нареченою, вона залишалася неодруженою до глибокої зрілості — 39 років.

### Шлюб
У багатьох джерелах вказується, що Жанна вступила в шлюб з Ральфом Басетом, 3-м лордом Басетом з Драйтона, що у Стафордширі. Точної дати цього весілля нема, вказується лише, що сталося це не пізніше 21 жовтня 1385 року, однак у статті про династію Басетів згадується, що весілля відбулося на третій рік правління короля Річарда. Тобто — у 1380 році, коли Ральф Басет відвідував Бретань. Ральф Басет був колись одружений з Джоанною де Бошан і не мав дітей, хоча й був останнім у своєму роді. Що змусило його одружитися з 40-літньою дівчиною, не зрозуміло. У Ральфа були великі володіння, так що чи навряд можна розглядати цей шлюб як спробу збагатчення. Ральф помер приблизно в 1390 році, 10 травня, Жанна знову залишилася сама.

## Спадок
У 1398 році Жанна, як вдова лицаря Ордена Підв'язки і сестра «брата короля» Жана IV, герцога Бретанського й графа Річмонда, за наказом короля Ричарда ІІ повинна була одержати Річмонд, замок і все графство (величезні володіння), однак ця умова була проігнорована або заборонена новим королем Англії, Генріхом IV Болінброком, який у 1399 році скинув із престолу короля Ричарда ІІ. Цікаво, що Жанна також згадується як констебль замку Річмонд (призначено 28 квітня 1398 року) разом із двома помічниками — Ентоні Рітцем і Ніколасом Альдервічем. 
Жанна залишила заповіт, писаний у Чеснуті 27 березня 1402 року. Відповідно до своєї останньої волі, Жанна де Дрьо бажала бути похованою в Абатстві Левендон, близько міста Олні, що в Бекінгемширі. Вона померла 8 листопада 1402 року, маючи у володінні успадковані від чоловіка землі: чверть Берроу-Епон-Сор, третину Регдейлу і Вілоус, Редкліф-Апон-Врек і кілька інших маєтків.